# سيلينغ (شعب)
السيلينغ (بالانجليزية: Silings) هم أحد الفرعين الرئيسيين لشعب الوندال، الذي انقسم منذ القرن الثالث على الأقل إلى مجموعتين قبليتين، الهازدينغ والسيلينغ. في جرمانية، استوطن السيلينغيون في منطقة تتوافق تقريبًا مع سيليزيا الحالية، وهي المنطقة التي قد تكون قد حصلت على اسمها منها.

## تاريخ
بعد عبور نهر الراين ( شتاء 406-407 )، وغزو بلاد الغال ( 407-409 ) ثم هيسبانيا (منذ 409) إلى جانب الهازدينغ، والسويبيين وبعض عشائر آلان، استوطن السيلينغيون في عام 411 في جنوب شبه الجزيرة الأيبيرية، في بايتيكا، واستقر الهازدينغ في الشمال الغربي، بجوار السويبيين، إلى الشمال (جليقية).
في عام 418، وعندما كان يقودهم ملكهم فريدبال، تعرض السيلينغ لهزيمة ساحقة على يد القوط الغربيين، الذين أرسلتهم روما إلى شبه الجزيرة الأيبيرية من أجل تنظيفها من البرابرة. تمكن الآلانيون من النجاة من الإبادة بأعجوبة بينما تعرض السويبيون أيضًا لضربات شديدة واضطروا إلى الاستقرار في غاليسيا. أما بالنسبة للوندال السيلينغ، فقد تم إبادة جزء كبير منهم وتم القبض على ملكهم فريدبال.
كان على شعب السيلينغ، الذي أصبح بلا ملك، أن ينضم إلى الهازدينغ المستقرين في الجنوب، وبالضبط في بايتيكا (الأندلس). بحث قرر السيلينغ والآلان اختيار ملك الهازدينغ جونديريك كسلطة عليهم.
في عام 429 استوطن الوندال الهازدينغ والوندال السيلينغ والآلان في شمال أفريقيا وأسسوا مملكة الوندال والتي استمرت حتى عام 530.